# Descendants
Descendants är en amerikansk musikal/äventyrsfilm (TV-film) från 2015, producerad av och för Disney Channel. Filmen är regisserad av Kenny Ortega med manus av Josann McGibbon och Sara Parriott. I huvudrollerna ses Dove Cameron, Cameron Boyce, Booboo Stewart och Sofia Carson. Andra medverkande skådespelare i filmen är bland andra Kristin Chenoweth (i rollen som Maleficent), Wendy Raquel Robinson (i rollen som Cruella de Vil), Maz Jobrani (i rollen som Jafar) och Kathy Najimy (i rollen som den elaka drottningen).
Filmen hade premiär på Disney Channel den 31 juli 2015. Filmen har fått två uppföljare: Descendants 2 (2017) och Descendants 3 (2019).

## Rollista
| Roll                  | Skådespelare          | Svensk röst      |
| --------------------- | --------------------- | ---------------- |
| Mal                   | Dove Cameron          | Amelie Eiding    |
| Carlos                | Cameron Boyce         | Axel Karlsson    |
| Jay                   | Booboo Stewart        | Ludvig Dietmann  |
| Evie                  | Sofia Carson          | Filippa Åberg    |
| Ben                   | Mitchell Hope         | Sam Molavi       |
| Den goda fén          | Melanie Paxson        | Sanna Martin     |
| Jane                  | Brenna D'Amico        | Dorothea Norling |
| Audrey                | Sarah Jeffery         | Amanda Jennefors |
| Doug                  | Zachary Gibson        | Simon Sjöquist   |
| Chad Charming         | Jedidiah Goodacre     | Oliver Åberg     |
| Lonnie                | Dianne Doan           | Katja Levander   |
| Odjuret               | Dan Payne             | Fredrik Hiller   |
| Belle                 | Keegan Connor Tracy   | Lina Hedlund     |
| Cruella de Vil        | Wendy Raquel Robinson | Josefina Hylén   |
| Jafar                 | Maz Jobrani           | Fredrik Hiller   |
| Den elaka drottningen | Kathy Najimy          | Sussie Eriksson  |
| Maleficent            | Kristin Chenoweth     | Sandra Caménisch |

Övriga svenska röster: Henrik Norman, Karl Windén och My Holmsten
- Svensk röstregissör: Daniel Sjöberg
- Översättare: Bittan Norman
- Dubbningsstudio: SDI Media